# Verrukkelijke 15
De Verrukkelijke 15 is een Nederlandse hitlijst in de vorm van een wekelijkse top 15 op NPO Radio 2. Het is een programma van BNNVARA, gepresenteerd door Leo Blokhuis.

## Geschiedenis
De lijst werd eerder uitgezonden door de VARA van 4 oktober 1983 tot en met 10 oktober 1989. De uitzending was elke dinsdag tussen 16:00 en 18:00 uur te horen (de 'VARA-dinsdag') op Hilversum 3 (en vanaf 3 december 1985 op Radio 3). Het programma kwam op het tijdstip van de naar de avond verplaatste Popkrant. Naast de Verrukkelijke 15 werden de Verrukkelijke Tips uitgezonden, een lijst van wederom 15 platen, die kans maakten op een notering in de Verrukkelijke 15. Beide lijsten werden wekelijks afgedrukt in de VARAgids.
De lijst werd samengesteld door de VARA-dj's, die een voorselectie maakten in de vorm van de Verrukkelijke Tips, en de luisteraars, die op een briefkaart hun voorkeur konden aangeven door een keuze te maken van drie platen. De presentatie van de lijst was in handen van Jeroen Soer (tot 3 juni 1986), gevolgd door Rob Stenders (tot 27 oktober 1987), Pieter Jan Hagens (tot 12 juli 1988) en Luc van Rooij (tot 10 oktober 1989).
Op 4 mei 2020 maakte de NPO  bekend dat de lijst vanaf 11 mei 2020 onder de vlag van BNNVARA weer terugkeert op de Nederlandse publieke radio op NPO Radio 2, vanaf die datum in de nacht van zondag op maandag van 00:00 tot 2:00 uur en gepresenteerd door Rob Stenders en Leo Blokhuis. Met de invoering van de nieuwe NPO Radio 2 programmering in het weekeinde van zondag 4 oktober 2020 tot zondag 3 oktober 2021 is de lijst elke zondagmiddag tussen 16:00 en 18:00 uur te horen. Vanaf de invoering van de nieuwe programmering per 5 oktober 2021, is vanaf zondag 10 oktober 2021 de lijst tussen 18:00 en 19:00 uur te horen.
Op zondag 21 februari 2021 presenteerde Stenders voor het laatst de Verrukkelijke 15 samen met Blokhuis. Op 23 februari 2021 maakten Rob Stenders en Caroline Brouwer bekend over te stappen naar Radio Veronica. Op 21 maart 2021 is bekend geworden dat Giel Beelen de rol Van Stenders bij de Verrukkelijke 15 over zal nemen. Beelen heeft de lijst tot augustus 2021 gepresenteerd, sindsdien presenteert Blokhuis solo.
Op NPO Radio 2 hebben Rick van Velthuysen, Carolien Borgers, Evert Duipmans en Emmely de Wilt als invallers de Verrukkelijke 15 gepresenteerd, net als oud-presentator Giel Beelen. Recentelijk is hier Tim op het Broek aan toegevoegd.

## Trivia
- In de beginjaren was een vast onderdeel van het programma het biografiespel. Hierbij werd het levensverhaal van een van de artiesten uit de lijst voorgelezen, waarna luisteraars moesten raden om wie het ging. De winnaar kreeg alle platen uit de lijst.
- Stenders gebruikte zelfbedachte namen voor de diverse platen: nieuwe binnenkomers werden verse genoemd, de nummer 1 de allerverrukkelijkste, de tips de aangetipte 15 en de door de VARA-dj's voorgedragen platen egotips. Na de terugkeer van de Verrukkelijke 15 werd alleen de term verse voor een nieuwe binnenkomer nog steeds gebruikt.